# Козьменко Дмитро Юрійович
Дмитро́ Ю́рійович Козьме́нко (Псевдо : «Босак», «Григір», «Мартин», «Павленко»; 9 жовтня 1918, Печеніжин, Коломийський район, Івано-Франківська область — 10 квітня 1950, Чернівецька область) — український військовий діяч, лицар Бронзового хреста заслуги УПА.

## Життєпис

Сидить перший справа Козьменко Дмитро, стоїть перший справа Паращук Василь, сидить другий справа Яценко Іван

Закінчив початкову школу та Бучацький Місійний інститут імені святого Йосафата (1933). 31 серпня 1933 року вступив до Василіянського Чину на новіціят у Крехівський монастир, де на облечних отримав чеоргнече ім'я Дам'ян. Після перших обітів (14 квітня 1935) навчався на студіях гуманістики в Добромильському монастирі (1935—1937). У 1937 році залишив Василіянський Чин.
У 1939—1943 рр. працював учителем. Член ОУН із 1942 р.
Співробітник організаційно-мобілізаційної референтури Чортківського окружного проводу ОУН (1944). У грудні 1944 р. переведений на Буковину. Організаційний референт Хотинського повітового/надрайонового (12.1944-03.1945), керівник Чернівецького надрайонного (08.1945–01.1950) проводів ОУН, одночасно в. о. організаційного референта Буковинського окружного проводу ОУН (1946—1947).
28.01.1950 р. у лісовому масиві на стику Вашковецького і Вижницького р-нів захоплений у полон опергрупою Вашковецького РВ УМДБ.
Використовувався в оперативній комбінації МДБ, під час якої спробував втекти, однак був вбитий охоронцями 10 квітня 1950.

## Нагороди
- Згідно з Наказом Головного військового штабу УПА ч. 1/48 від 12.06.1948 р. в.о. організаційного референта Буковинського окружного проводу ОУН Дмитро Козьменко — «Мартин» нагороджений Бронзовим хрестом заслуги УПА.

## Вшанування пам'яті
- 5.12.2017 р. від імені Координаційної ради з вшанування пам'яті нагороджених Лицарів ОУН і УПА у м. Івано-Франківськ Бронзовий хрестом заслуги УПА (№ 043) переданий Ганні Козьменко, сестрі Дмитра Козьменка — «Мартина».